# Saosan
Saosan (pinjin: Sháoshān, kínai nyelven 韶山市) megye szintű város Hsziangtanban (Xiangtanban), Hunan tartomány középső részén. Leginkább arról ismert, hogy itt született Mao Ce-tung, a Kínai Népköztársaság és a Kínai Kommunista Párt megalapítója. Lakosainak száma 103 357 fő (2020).

## Népesség
| 2010 | 86 036  |
| 2020 | 103 357 |

## Közigazgatása
Saosanhoz (Shaoshanhoz) közigazgatásilag az alábbi települések tartoznak:
- Csinghszi (Qingxi) (清溪镇)
- Jintien (Yintian) (银田镇)
- Ruji (Ruyi) (如意镇)
- Saosan (Shaoshan) (韶山乡)
- Jungji (Yongyi) (永义乡)
- Janglin (Yanglin) (杨林乡)
- Tienping (Tianping) (大坪乡)

## Kultúra és látnivalók
- Saosan (Shaoshan) Nemzeti Park
- Mao Ce-tung korábbi lakóháza
- Mao Ce-tung emlékmúzeum
- Sao (Shao) hegycsúcs